# Sony Ericsson W300i
A Sony Ericsson W300 2006 második negyedévétől kapható, kagyló formájú telefonkészülék, a Sony Ericsson W terméksorozatának tagja.
Ez egy négysávos telefon, 20 MB beépített memóriával, amit Memory Stick Micróval tovább lehet bővíteni, a jelenleg 2 GB-os legnagyobb kapacitásig. Méretei: 90 mm × 47 mm × 24 mm, 94 gramm tömeggel.
További Sony Ericsson telefonok: Sony Ericsson K310, Sony Ericsson K320, Sony Ericsson K500i, Sony Ericsson K510, Sony Ericsson K550, Sony Ericsson K700, Sony Ericsson K750, Sony Ericsson W200i, Sony Ericsson Z310

## Jellemzők
- Kijelző: TFT, 262 ezer szín (128×160 pixel)
- Beépített memória: 20 MB
- Memória foglalat: Memory Stick Micro (M2), 256 MB kártya jár a telefon mellé.
- Méret: 90×47×24 mm
- Tömeg: 94 gramm (3,32 oz)
- Adatkapcsolatok: GSM (850/900/1800/1900), GPRS class 10 (4+1/3+2 slots), 32-48 kbps, HSCSD, EDGE Class 10, 236,8 kbps, Bluetooth, infravörös port, USB v2.0
- Színek: Shadow Black, Lime Green, Shimmering White
- Készenléti idő: akár 400 óra
- Beszélgetési idő: akár 9 óra
- Támogatott médiaformátumok: MP3, MP4, 3GP, AAC, AMR, MIDI, IMY, EMY, WAV, 3GPP
- Kapcsolódás: infravörös, Bluetooth

## Külső hivatkozások
- Hivatalos W300-as oldal
- Hivatalos W300-as jellemzők
- SEria.hu – Sony Ericsson hírek. A magyar Sony Ericsson fórum
- W300i letöltések
- Sony Ericsson Portál – Sony Ericsson orientált oldal és fórum
- SonyEriccson.lap.hu – linkgyűjtemény